# Добри Добрев (офицер)
Вижте пояснителната страница за други личности с името Добри Добрев.
Добри Вълев Добрев е български офицер, генерал-лейтенант.

## Биография
Роден е на 3 декември 1926 г. в сливенското село Бял кладенец. Завършва мъжката гимназия в Нова Загора. През 1944 г. става партизанин в партизански отряд „Петър Момчилов“. След 9 септември 1944 г. участва във Втората световна война като командир на стрелково отделение в тридесети пехотен пловдивски полк. В периода 1945 – 1948 г. учи във Военното училище. Започва кадровата си служба като командир на танков взвод в първи танков полк в Казанлък. След това е временно изпълняващ длъжността командир на рота в първи и четвърти танков полк на пета танкова дивизия в Казанлък. През 1951 г. завършва Бронетанковата школа в Казан, СССР. По това време преминава и курс за заместник-командир по техническата част на батальон. Между 1951 и 1952 г. е заместник-командир по техническата част на 42-ри танков самоходен полк в Самоков. След това е помощник-началник по техническата част за ремонт и експлоатация в пета танкова дивизия. От 1953 до 1955 г. е заместник-командир по техническата част на шести танков полк. През 1955 г. става помощник-началник техническа част по експлоатация в пета танкова бригада. От 1955 до 1957 г. е заместник-командир по техническата част на бригадата. В периода 1957 – 1962 г. учи в Бронетанковата академия на СССР и излиза със специалност военен инженер и звание подполковник. След като се завръща е назначен като заместник-началник по техническата част и едновременно с това началник на танкотехническата служба на Народната школа за запасни офицери. Между 1963 и 1968 г. е старши командир по техническата експлоатация на автомобилите и заместник-началник на отдел „Експлоатация и войскови ремонт“ на управление „Автобронетанкова и инженерна техника“ към Главно управление „Военна техника“ на Министерството на народната отбрана“. След това е последователно заместник-началник на управление „Автобронетанкова техника“, началник на Управлението. През 1976 г. завършва Генералщабната академия „Климент Ворошилов“ в СССР.
От 1977 г. е генерал-майор, а от 1984 г. е генерал-лейтенант. През 1977 г. е назначен за заместник-командващ Сухопътните войски и началник на Управление „Военна техника“ към Командване „Сухопътни войски“. Остава на този пост до 1980 г., когато е назначен за заместник-командващ Сухопътните войски по въоръжение и техника и заместник-началник на Управление „Въоръжена техника“ в Командването. От 1986 до 1988 г. последователно е заместник-началник на Главно управление „Военна техника“ и инспектор в Инспекторат „А“ на Министъра на народната отбрана. В същото време служи в Главно управление „Военна техника“. Умира през 2004 г. в новозагорското село Стоил войвода. Награждаван е с ордени „Червено знаме“, „9 септември 1944 г.“ – III степен с мечове, „9 септември 1944 г.“ – II ст., „Народна свобода 1941 – 1944 г.“, „Народна република България“ – I ст. и множество медали сред които „За боева служба“, „За участие в антифашистката борба“, „За участие в Отечествената война“, „20 години народна власт“, „20 година Българска народна армия“, „20 години от победата във Втората световна война“.

## Военни звания
- подпоручик – 1948
- поручик – ?
- капитан – 1951
- майор – 1953
- подполковник – ?
- полковник – 1964
- генерал-майор – 1977
- генерал-лейтенант – септември 1984

## Образование
- Военно училище в София – 1945 – 1948 г.
- Бронетанковата школа в Казан, СССР – до 1951
- Бронетанковата академия на СССР – 1957 – 1962 г.
- Генералщабна академия „Климент Ворошилов“ в СССР – до 1976